# کتاب‌شناسی ابوالحسن نجفی
کتاب‌شناسی ابوالحسن نجفی فهرستی از نوشته‌های ابوالحسن نجفی، ادیب و مترجمِ ایرانیِ قرن چهاردهم هجری خورشیدی است.
نجفی نوشتن را از سال‌های دانشجویی آغاز کرد. در اوایل دههٔ ۱۳۳۰، همراه با عبدالحسین آل‌رسول و احمد عظیمی، انتشارات نیل را در تهران پایه‌گذارد و با نشریات مختلف از جمله سخن، جنگ اصفهان و خوشه نیز همکاری داشت. ویرایش و نیز عروض فارسی فکر و ذکر اصلی نجفی در بیشتر دوران کاریش بود. پس از انقلابِ ۱۳۵۷ به تألیف یک لغتنامه و ترجمهٔ چندین کتاب، از جمله رمانِ مفصّلِ خانوادهٔ تیبو، پرداخت و سردبیریِ چند شمارهٔ ابتداییِ نشریهٔ ادبیات تطبیقی را بر عهده داشت. ناشرِ بیشترِ کتاب‌های نجفی انتشارات نیلوفر بوده‌است. نجفی تا سال‌های پایانی عمرش به تحقیق و نگارش مشغول بود و دو کتابش را امید طبیب‌زاده پس از مرگش منتشر کرد. آثار بسیاری از نویسندگان غیرایرانی که نامشان در فهرست ذیل آمده، برای اولین بار به‌همتِ ابوالحسن نجفی در ایران ترجمه و معرفی شده‌است.
نجفی از دو نام مستعار «مهرداد رهسپار» و «کامبیز رخشان» نیز برای انتشار آثارش بهره برده‌است.

## کتاب

### تألیف
| نام                                          | سال نشر | ناشر                       | توضیحات               |
| -------------------------------------------- | ------- | -------------------------- | --------------------- |
| مبانی زبان‌شناسی و کاربرد آن در زبان فارسی    | ۱۳۵۸    | دانشگاه آزاد ایران، نیلوفر |                       |
| غلط ننویسیم                                  | ۱۳۶۶    | مرکز نشر دانشگاهی          |                       |
| فرهنگ فارسی عامیانه                          | ۱۳۷۸    | نیلوفر                     |                       |
| درباره طبقه‌بندی وزن‌های شعر فارسی             | ۱۳۹۴    | نیلوفر                     |                       |
| اختیارات شاعری و مقاله‌های دیگر در عروض فارسی | ۱۳۹۴    | نیلوفر                     |                       |
| وزن شعر فارسی: درس‌نامه                       | ۱۳۹۵    | نیلوفر                     | به کوشش امید طبیب‌زاده |
| طبقه‌بندی وزن‌های شعر فارسی                    | ۱۳۹۷    | نیلوفر                     | به کوشش امید طبیب‌زاده |

### ترجمه
| نام                                             | نویسنده | ناشر فارسی                          | سال نشر | توضیحات                             |
| ----------------------------------------------- | --- | ----------------------------------- | ------- | ----------------------------------- |
| بچه‌های کوچک این قرن                             | کریستیان روشفور | نیل                                 | ۱۳۴۴    |                                     |
| شیطان و خدا                                     | ژان پل سارتر | نیل، کتاب زمان                      | ۱۳۴۵    |                                     |
| گوشه‌نشینان آلتونا                               | ژان پل سارتر | نیل، نیلوفر                         | ۱۳۴۵    |                                     |
| شنبه و یکشنبه در کنار دریا                      | روبر مرل | نیل                                 | ۱۳۴۶    |                                     |
| کالیگولا                                        | آلبر کامو | نیل، کتاب زمان                      | ۱۳۴۶    |                                     |
| ادبیات چیست؟                                    | ژان پل سارتر | کتاب زمان، نیلوفر                   | ۱۳۴۸    | با مصطفی رحیمی                      |
| استاد تاران و همان‌طور که بوده‌ایم                | آرتور آداموف | کتاب زمان                           | ۱۳۴۹    |                                     |
| پرندگان می‌روند در پرو می‌میرند                   | رومن گاری | کتاب زمان                           | ۱۳۵۲    |                                     |
| وظیفه ادبیات                                    | آلن روب‌گری‌یه، ایلیا ارنبورگ، لئونید لئونوف، واسیلی آکسیونوف، برنار پنگو، ناتالی ساروت، دانیل گرانین، ژان پل سارتر، ژان ریکاردو، سیمون دو بوار، کلود سیمون، اوژن یونسکو، رولان بارت، آلبر کامو                                                                        | کتاب زمان، نیلوفر                   | ۱۳۵۶    |                                     |
| ژان-پل سارتر                                    | هنری پیر | کتاب زمان                           | ۱۳۵۶    | با احمد میرعلایی                    |
| درباره نمایش                                    | ژان پل سارتر | کتاب زمان، نیلوفر                   | ۱۳۵۷    |                                     |
| نژاد و تاریخ                                    | کلود لوی-استروس | پژوهشکدهٔ علوم ارتباطی و توسعهٔ ایران | ۱۳۵۸    |                                     |
| ضدخاطرات                                        | آندره مالرو | خوارزمی                             | ۱۳۶۳    | با رضا سیدحسینی                     |
| نویسندگان معاصر فرانسه: برگزیدهٔ داستان‌های کوتاه | ژول تلیه، شارل لوئی فیلیپ، ژوزف کسل، ژان-پل سارتر، روژه ایکور، ساموئل بکت، پل ویالار، اوژن یونسکو، آلبر کامو، ژان کو، رومن گاری، میشل دئون، ژان فروستیه، کلود روا، ژیل پرو، گابریل بلونده                                                                            | پاپیروس                             | ۱۳۶۶    |                                     |
| خانواده تیبو                                    | روژه مارتن دوگار | نیلوفر                              | ۱۳۶۸    |                                     |
| وعده‌گاه شیر بلفور و داستان‌های دیگر              | ژیل پرو | نیلوفر                              | ۱۳۷۴    |                                     |
| شازده کوچولو                                    | آنتوان دوسنت اگزوپری | نیلوفر                              | ۱۳۷۹    | منتشرشده به خط سیریلیک در تاجیکستان |
| عیش و نیستی                                     | تیری مونیه | نیلوفر                              | ۱۳۷۹    |                                     |
| بیست‌ویک داستان از نویسندگان معاصر فرانسه        | ژول تلیه، شارل لوئی فیلیپ، آندره موروا، ژوزف کسل، ژان ژیونو، ژیل پرو، بوریس ویان، ژان کو، اوژن یونسکو، میشل دئون، ژان فروستیه، رومن گاری، ژان پل سارتر، روژه ایکور، آلبر کامو، کلود روا، ساموئل بکت، مارگریت یورسنار، رنه-ژان کلو، ژرژ-الیویه شاتورنو، گابریل بلونده | نیلوفر                              | ۱۳۸۴    |                                     |

## مقاله: تألیف
| عنوان                                                           | نشریه/کتاب                                                                   | دوره    | شماره   | صفحه      | تاریخ                            | ناشر              |
| --------------------------------------------------------------- | ---------------------------------------------------------------------------- | ------- | ------- | --------- | -------------------------------- | ----------------- |
| دکارت: به مناسبت سیصدمین سال درگذشت او                          | روزنامه ایران ما                                                             |         | ۴ تا ۷  |           | ۲۱ اسفند ۱۳۲۸ تا ۲۷ فروردین ۱۳۲۹ |                   |
| صدمین سال درگذشت یک شاعر بزرگ: آدام میتسکیویچ                   | سخن                                                                          | ۶       | ۱۲      | ۱۱۱۲–۱۱۱۵ | بهمن ۱۳۳۴                        |                   |
| موریس مترلینک                                                   | سخن                                                                          | ۱۳      | ۳       | ۳۵۰–۳۵۲   | تیر ۱۳۴۱                         |                   |
| بلز پاسکال: به مناسبت سیصدمین سالگرد درگذشت او                  | سخن                                                                          | ۱۳      | ۴       | ۴۹۵–۴۹۸   | مرداد ۱۳۴۱                       |                   |
| تجدید حیات یک واژهٔ اصیل فارسی                                   | انتقاد کتاب                                                                  | ۲       |         | ۳۱        | شهریور و مهر ۱۳۴۳                |                   |
| انتقاد بر انتقاد                                                | روزنامه بررسی کتاب                                                           |         |         | ۴         | مهر و آبان ۱۳۴۴                  | مروارید           |
| سارتر و ادبیات                                                  | جُنگ اصفهان                                                                   | ۳       |         | ۷–۱۲      | تابستان ۱۳۴۵                     |                   |
| کلود روا                                                        | جُنگ اصفهان                                                                   | ۳       | ۱۰۵–۱۰۸ |           | تابستان ۱۳۴۵                     |                   |
| وظیفهٔ ادبیات                                                    | انتقاد کتاب                                                                  | ۳       | ۹       | ۳–۴       | مهر و آبان ۱۳۴۵                  |                   |
| ادبیات و دنیای گرسنه                                            | جُنگ اصفهان                                                                   | ۷       |         | ۱۸۱–۱۸۷   | زمستان ۱۳۴۷                      |                   |
| خشم و هیاهوی ویلیام فاکنر                                       | کتاب امروز                                                                   |         | ۱       | ۱۴–۱۶     | پاییز ۱۳۵۰                       |                   |
| وظیفه اصلی زبان: ایجاد ارتباط                                   | مجله دانشکده ادبیات و علوم انسانی                                            |         | ۷۷      | ۸۷–۹۶     | اسفند ۱۳۵۰                       | دانشگاه تهران     |
| ادبیات تطبیقی چیست؟                                             | ماهنامه آموزش و پرورش                                                        | ۴۱      | ۷       | ۴۳۵–۴۴۸   | فروردین ۱۳۵۱                     |                   |
| اختیارات شاعری                                                  | جُنگ اصفهان                                                                   | ۱۰      |         | ۱۴۷–۱۸۹   | تابستان ۱۳۵۲                     |                   |
| میان بودن و نبودن                                               | کتاب امروز                                                                   |         | ۷       | ۴۴–۴۸و۶۷  | بهار ۱۳۵۳                        |                   |
| زبان چیست؟                                                      | ماهنامه آموزش و پرورش                                                        | ۴۴      | ۷       | ۴۰۵–۴۱۵   | فروردین ۱۳۵۴                     |                   |
| زبان چیست؟                                                      | ماهنامه آموزش و پرورش                                                        | ۴۴      | ۸       | ۴۶۵–۴۷۲   | اردیبهشت ۱۳۵۴                    |                   |
| زبان و تنهایی انسان                                             | مجله فرهنگ و زندگی                                                           |         | ۲۱–۲۲   | ۴۰۵–۴۱۵   | بهار و تابستان ۱۳۵۵              |                   |
| یک قاعده منسوخ عروضی                                            | مجله دانشکده ادبیات و علوم انسانی                                            | ۱۲      | ۱۳      | ۵۸۷–۵۸۹   | پاییز ۱۳۵۵                       | دانشگاه فردوسی    |
| ترجمه کالیگولا و اجرای آربی آوانسیان                            | فصلنامه تئاتر                                                                | ۱       | ۲       | ۱۳۰–۱۳۸   | زمستان ۱۳۵۶                      |                   |
| دربارهٔ طبقه‌بندی وزن‌های شعر فارسی                                | آشنایی با دانش                                                               |         | ۷       | ۵۹۱–۶۲۶   | فروردین ۱۳۵۹                     |                   |
| حافظ، نسخه نهایی                                                | نشر دانش                                                                     | ۲       | ۱       | ۳۰–۳۹     | آذر و دی ۱۳۶۰                    | مرکز نشر دانشگاهی |
| زبان فارسی گنجینه امثال است                                     | نشر دانش                                                                     | ۲       | ۶       | ۲۴–۲۷     | مهر و آبان ۱۳۶۱                  | مرکز نشر دانشگاهی |
| مسئله امانت در ترجمه                                            | نشر دانش                                                                     | ۳       | ۱       | ۵–۱۱      | آذر و دی ۱۳۶۱                    | مرکز نشر دانشگاهی |
| آیا زبان فارسی در خطر است؟                                      | نشر دانش                                                                     | ۳       | ۲       | ۴–۱۵      | بهمن و اسفند ۱۳۶۱                | مرکز نشر دانشگاهی |
| حذف حرف اضافه                                                   | نشر دانش                                                                     | ۷       | ۴       | ۲–۵       | خرداد و تیر ۱۳۶۶                 | مرکز نشر دانشگاهی |
| گلدان توسط بچه شکسته شد                                         | نشر دانش                                                                     | ۷       | ۵       | ۱۱–۱۳     | مرداد و شهریور ۱۳۶۶              | مرکز نشر دانشگاهی |
| «را» پس از فعل                                                  | نشر دانش                                                                     | ۷       | ۶       | ۱۸–۱۹     | مهر و آبان ۱۳۶۶                  | مرکز نشر دانشگاهی |
| غلط ننویسیم                                                     | نشر دانش                                                                     | ۸       | ۱       | ۴۲–۴۵     | آدر و دی ۱۳۶۶                    | مرکز نشر دانشگاهی |
| غلط‌هایی که در غلط ننویسیم نیست                                  | نشر دانش                                                                     | ۸       | ۶       | ۵۶–۶۵     | مهر و آبان ۱۳۶۷                  | مرکز نشر دانشگاهی |
| «تفکیر» یا «تفکر» (در بخش نامه‌ها)                               | کیهان فرهنگی                                                                 |         | ۶۸      | ۴۶        | آبان ۱۳۶۸                        |                   |
| بدبختانه، متأسفانه، خوشبختانه                                   | نشر دانش                                                                     | ۱۱      | ۱       | ۲۴–۲۵     | آذر و دی ۱۳۶۹                    | مرکز نشر دانشگاهی |
| زبان و ادبیات                                                   | کتاب صبح                                                                     |         | ۱۰      | ۱۷–۳۲     | بهمن ۱۳۶۹                        |                   |
| شمه‌ای از نواقص فرهنگ‌های فارسی                                   | نشر دانش                                                                     | ۱۴      | ۴       | ۲–۵       | خرداد و تیر ۱۳۷۳                 | مرکز نشر دانشگاهی |
| پاره‌های موزون گلستان سعدی                                       | نامه فرهنگستان                                                               | ۱       | ۱       | ۹۵–۱۰۴    | بهار ۱۳۷۴                        | فرهنگستان         |
| پاره‌های موزون گلستان سعدی                                       | نامه فرهنگستان                                                               | ۱       | ۲       | ۹۶–۱۱۳    | تابستان ۱۳۷۴                     | فرهنگستان         |
| پاره‌های موزون گلستان سعدی                                       | نامه فرهنگستان                                                               | ۱       | ۳       | ۹۸–۱۳۷    | پاییز ۱۳۷۴                       | فرهنگستان         |
| پاره‌های موزون گلستان سعدی                                       | نامه فرهنگستان                                                               | ۱       | ۴       | ۶۷–۱۳۰    | زمستان ۱۳۷۴                      | فرهنگستان         |
| کاربرد «که» در فارسی گفتاری                                     | نامه فرهنگستان                                                               | ۱       | ۳       | ۷–۱۹      | پاییز ۱۳۷۴                       | فرهنگستان         |
| نظریه اطلاع                                                     | مجلهٔ کارنامه                                                                 | ۱       | ۱       | ۱۷–۳۱     | دی ۱۳۷۷                          |                   |
| درباره «قاعده قلب» و چند نکته عروضی دیگر                        | نامه فرهنگستان                                                               | ۵       | ۲       | ۴۱–۴۹     | مهر ۱۳۸۰                         | فرهنگستان         |
| تغییر کمیت مصوت‌های فارسی و تحول وزن شعر در دوران معاصر          | نشر دانش                                                                     | ۱۹      | ۲       | ۷–۹       | تابستان ۱۳۸۱                     | مرکز نشر دانشگاهی |
| معیار الاشعار، این اثر ناشناخته                                 | مجله فرهنگ                                                                   | ۱۵ ۱۶   | ۴۴ ۴۵   | ۱۶۹–۱۷۲   | زمستان ۱۳۸۱ و بهار ۱۳۸۲          |                   |
| معاشران گره از زلف یار باز کنید                                 | کتاب ماه ادبیات و فلسفه                                                      | ۷       | ۸۲      | ۳۸–۴۱     | مرداد ۱۳۸۳                       | خانه کتاب         |
| وزن شعر فارسی (متن سخنرانی)                                     | کتاب ماه ادبیات و فلسفه                                                      | ۷       | ۸۹–۹۰   | ۲۲–۳۵     | اسفند ۱۳۸۳ و فروردین ۱۳۸۴        | خانه کتاب         |
| فرهنگی برای فارسی عامیانه                                       | نامه فرهنگستان                                                               | ۷       | ۱       | ۲۲–۳۱     | خرداد ۱۳۸۴                       | فرهنگستان         |
| مراتب زبان در ترجمه شعر                                         | زبان و رسانه                                                                 |         |         | ۵۶۱–۵۸۲   | ۱۳۸۴                             | طرح آینده         |
| وزن‌های تازه در شعر بهار                                         | جشن‌نامه استاد دکتر محمد خوانساری                                             |         |         | ۵۶۳–۵۷۱   | ۱۳۸۴                             | فرهنگستان         |
| نگاهی به آثار پتر هانتکه                                        | بخارا                                                                        |         | ۵۴      | ۲۴–۳۲     | شهریور ۱۳۸۵                      |                   |
| درباره دفتر دگرسانی‌ها در غزل‌های حافظ و انتخاب معیارها           | گزارش فرهنگستان زبان و ادب فارسی                                             |         | ۶       | ۶۸-۷۵     | پاییز ۱۳۸۶                       | فرهنگستان         |
| تقطیع در عروض جدید                                              | دانشنامه زبان و ادب فارسی                                                    |         | ج۲      | ۳۹۸–۴۰۱   | ۱۳۸۶                             | فرهنگستان         |
| فعل‌های سببی در فارسی گفتاری                                     | جشن‌نامه استاد دکتر محمدعلی موحد                                              |         |         | ۴۰۱–۴۰۴   | ۱۳۸۶                             | فرهنگستان         |
| آیا «و» زائد است؟                                               | شاخه‌های شوق (یادگارنامهٔ بهاءالدین خرمشاهی)                                   |         |         | ۱۰۴۳–۱۰۴۸ | ۱۳۸۷                             | قطره، شهاب        |
| صفت‌های مختوم به «ـگی»                                           | جشن‌نامه استاد اسماعیل سعادت                                                  |         |         | ۵۱۳–۵۱۸   | ۱۳۸۷                             | فرهنگستان         |
| عروض قدیم در برابر عروض جدید                                    | نخستین مجموعه سخنرانی‌های مشترک فرهنگستان زبان و ادب فارسی و بنیاد ایران‌شناسی |         |         | ۳–۴۷      | ۱۳۸۷                             | فرهنگستان         |
| طبقه‌بندی وزن‌های شعر فارسی                                       | نخستین مجموعه سخنرانی‌های مشترک فرهنگستان زبان و ادب فارسی و بنیاد ایران‌شناسی | ۱۰۳–۲۱۷ |         |           | ۱۳۸۷                             | فرهنگستان         |
| ادبیات تطبیقی و قلمرو آن                                        | گزارش فرهنگستان زبان و ادب فارسی                                             |         | ۸       | ۶۲-۶۵     | بهار و تابستان ۱۳۸۷              | فرهنگستان         |
| ادبیات تطبیقی و قلمرو آن                                        | دومین مجموعه سخنرانی‌های مشترک فرهنگستان زبان و ادب فارسی و بنیاد ایران‌شناسی  |         |         | ۱۹–۵۲     | ۱۳۸۸                             | فرهنگستان         |
| واژه‌های عامیانه در فرهنگ جامع زبان فارسی                        | فرهنگ‌نویسی                                                                   |         | ۲       | ۱۷۶–۱۹۰   | مهر ۱۳۸۸                         | فرهنگستان         |
| دایره‌ای با ۱۸۰ وزن                                              | وزن شعر فارسی از دیروز تا امروز (۱)                                          |         |         | ۱۱۳–۱۲۲   | ۱۳۹۰                             | فرهنگستان         |
| وزن دوری                                                        | وزن شعر فارسی از دیروز تا امروز (۲)                                          |         |         | ۱۳۳–۱۴۶   | ۱۳۹۴                             | هرمس              |
| دربارهٔ فرهنگ جامع زبان فارسی (متن سخنرانی)                      | فرهنگ‌نویسی                                                                   |         | ۷       | ۹۲–۹۶     | دی ۱۳۹۲                          | فرهنگستان         |
| ذوبحرین، مشکل بزرگ عروض قدیم                                    | نامه فرهنگستان                                                               | ۱۲      | ۱       | ۸–۱۵      | بهار ۱۳۹۰                        | فرهنگستان         |
| ذوبحرین، مشکل بزرگ عروض قدیم                                    | به دانش بزرگ و به همت بلند: جشن‌نامه استاد احمد سمیعی                         |         |         | ۳۱–۴۲     | ۱۳۹۳                             | هرمس              |
| وزن دوری، مشکلی که عروض قدیم آن را نادیده گرفته‌است              | نامه فرهنگستان                                                               | ۱۳      | ۴       | ۶–۱۸      | تابستان ۱۳۹۳                     | فرهنگستان         |
| خدمات غیر قابل انکار پورجوادی در مرکز نشر دانشگاهی              | بخارا                                                                        |         | ۱۱۱     | ۳۵۱-۶     | فروردین و اردیبهشت ۱۳۹۵          |                   |
| نامه ابوالحسن نجفی به بهرام صادقی؛ پاریس - شنبه ۹ اردیبهشت ۱۳۴۰ | بخارا                                                                        |         | ۱۳۵     | ۱۷۱-۴     | بهمن و اسفند ۱۳۹۸                |                   |

## مقاله و داستان و شعر: ترجمه
| عنوان                                                        | نویسنده                                                      | نشریه                 | دوره    | شماره  | صفحه       | تاریخ                                                        |
| ------------------------------------------------------------ | ------------------------------------------------------------ | --------------------- | ------- | ------ | ---------- | ------------------------------------------------------------ |
| نوای پاییز                                                   | بودلر                                                        | روزنامه ایران ما      |         | ۱۷     |            | ۱۳۲۹                                                         |
| گورستان حرم‌سرا                                               | آدام میتسکیویچ                                               | سخن                   | ۶       | ۱۲     | ۱۰۷۸       | بهمن ۱۳۳۴                                                    |
| عصر رمان                                                     | ژرژ سیمنون                                                   | سخن                   | ۶       | ۱۲     | ۱۰۹۵–۱۰۹۸  | بهمن ۱۳۳۴                                                    |
| اندیشه‌هایی دربارهٔ رمان                                       | ژرژ لوریس                                                    | سخن                   | ۶       | ۱۲     | ۱۰۹۹–۱۱۰۰  | بهمن ۱۳۳۴                                                    |
| چمنزار بلون ویل                                              | ژوزف کسل                                                     | سخن                   | ۷       | ۱      | ۶۸–۹۱      | فروردین ۱۳۳۵                                                 |
| آبه ستوبال                                                   | موریس مترلینک                                                | سخن                   | ۷       | ۲      | ۱۷۷–۱۷۹    | اردیبهشت ۱۳۳۵                                                |
| سکوت‌های سرهنگ برمبل                                          | آندره موروا                                                  | سخن                   | ۷       | ۵      | ۴۹۱–۴۹۵    | مرداد ۱۳۳۵                                                   |
| سکه‌سازان                                                     | آندره ژید                                                    | سخن                   | ۷       | ۷      | ۷۱۶–۷۲۰    | مهر ۱۳۳۵                                                     |
| کبریت                                                        | شارل لوئی فیلیپ                                              | سخن                   | ۷       | ۱۲     | ۱۱۸۴–۱۱۸۷  | فروردین ۱۳۳۶                                                 |
| رمان گربه                                                    | کولت                                                         | سخن                   | ۸       | ۲      | ۱۴۷–۱۵۳    | اردیبهشت ۱۳۳۶                                                |
| ماری، قهرمان ایرلند                                          | ژوزف کسل                                                     | سخن                   | ۸       | ۴      | ۳۷۳–۳۹۱    | مرداد ۱۳۳۶                                                   |
| برای تو دلدارم                                               | ژاک پرور                                                     | صدف                   |         | ۳      | ۱۷۹        | آذر ۱۳۳۶                                                     |
| کار رؤیا                                                     | هانری برکسون                                                 | صدف                   |         | ۵      | ۳۷۰–۳۷۲    | بهمن ۱۳۳۶                                                    |
| اسرار کامرانی                                                | روژه ایکور                                                   | صدف                   |         | ۶      | ۴۰۸–۴۲۲    | فروردین ۱۳۳۷                                                 |
| شنوندگان                                                     | والتر دولامر                                                 | صدف                   |         | ۱۰     | ۸۸۱–۸۸۲    | ۱۳۳۷                                                         |
| عرب‌دوستی                                                     | ژان کو                                                       | سخن                   | ۱۲      | ۹      | ۱۰۳۷–۱۰۴۰  | دی ۱۳۴۰                                                      |
| الفبای تجارت                                                 | ژان کو                                                       | سخن                   | ۱۲      | ۱۰–۱۱  | ۱۲۴۶–۱۲۴۸  | بهمن و اسفند ۱۳۴۰                                            |
| چرا نمی‌توانم داستان بنویسم                                   | ژان گئنو                                                     | سخن                   | ۱۲      | ۱۲     | ۱۳۰۸–۱۳۱۰  | فروردین ۱۳۴۱                                                 |
| اعتراف                                                       | روژه مارتن دوگار                                             | سخن                   | ۱۲      | ۱۲     | ۱۳۲۸–۱۳۴۴  | فروردین ۱۳۴۱                                                 |
| رد بر منتقدان                                                | مارسل پانیول                                                 | سخن                   | ۱۳      | ۱      | ۶–۱۵       | اردیبهشت ۱۳۴۱                                                |
| رد بر منتقدان                                                | مارسل پانیول                                                 | سخن                   | ۱۳      | ۲      | ۱۵۲–۱۵۶    | خرداد ۱۳۴۱                                                   |
| ورزش‌های زمستانی                                              | ژوزف کسل                                                     | سخن                   | ۱۳      | ۳      | ۳۳۸–۳۴۲    | تیر ۱۳۴۱                                                     |
| محله آزاد                                                    | ژاک پرور                                                     | سخن                   | ۱۳      | ۱۱–۱۲  | ۱۱۷۱       | اسفند ۱۳۴۱و فروردین ۱۳۴۲                                     |
| شیطان و خدا                                                  | ژان پل سارتر                                                 | جُنگ اصفهان            |         | ۱      | ۸۲–۱۰۴     | زمستان ۱۳۴۴                                                  |
| شعر و نثر                                                    | ژان پل سارتر                                                 | جُنگ اصفهان            |         | ۳      | ۱۳–۲۸      | تابستان ۱۳۴۵                                                 |
| بد نیستم، شما چطورید؟                                        | کلود روا                                                     | جُنگ اصفهان            | ۱۰۹–۱۱۹ | ۳      |            | تابستان ۱۳۴۵                                                 |
| ادبیات نومیدکننده وجود ندارد                                 | سیمون دوبووار                                                | انتقاد کتاب           | ۳       | ۹      | ۴–۷        | مهر و آبان ۱۳۴۵                                              |
| نویسنده و واقعیت                                             | سیمون دوبووار                                                | انتقاد کتاب           | ۳       | ۱۱     | ۳–۸        | بهمن و اسفند ۱۳۴۵                                            |
| استاد من سلیمان است                                          | اوژن یونسکو                                                  | روزنامه بازار         |         | ۲۱     | ۲۰         | اسفند ۱۳۴۵                                                   |
| شعر چیست؟                                                    | ژرژ پمپیدو                                                   | جُنگ اصفهان            |         | ۴      | ۵–۸        | بهار ۱۳۴۶                                                    |
| مقایسه شعر فرانسوی و انگلیسی                                 | سن ژون پرس                                                   | جُنگ اصفهان            | ۹–۱۲    | ۴      |            | بهار ۱۳۴۶                                                    |
| یار شهریار                                                   | سن ژون پرس                                                   | جُنگ اصفهان            | ۲۶–۲۸   | ۴      |            | بهار ۱۳۴۶                                                    |
| حضور مشترک                                                   | رنه شار                                                      | جُنگ اصفهان            | ۲۹–۳۰   | ۴      |            | بهار ۱۳۴۶                                                    |
| حرام‌زاده                                                     | گی دو موپاسان                                                | روزنامه اصفهان        |         |        |            | ۲۶ و ۲۹ مرداد و ۱ شهریور ۱۳۴۶                                |
| رافضی یا روح آشفته                                           | آلبر کامو                                                    | جُنگ اصفهان            |         | ۵      | ۱۰۷–۱۲۶    | تابستان ۱۳۴۶                                                 |
| مستر فارینگتون و مسیو بلان                                   | کلود آولین                                                   | جُنگ اصفهان            | ۱۷۶–۱۸۶ | ۵      |            | تابستان ۱۳۴۶                                                 |
| دو گونه واقعیت هست                                           | ناتالی ساروت                                                 | روزنامه بازار         |         | ۲۴     | ۴          | آبان ۱۳۴۶                                                    |
| پرندگان می‌روند در پرو می‌میرند                                | رومن گاری                                                    | خوشه                  |         |        | ۱۰–۱۸      | ۵–۱۲ آذر ۱۳۴۶                                                |
| هنر شاعری                                                    | امیل شارتیه (آلن)                                            | خوشه                  |         |        | ۱۹–۲۰      | ۱۹–۲۶ آذر ۱۳۴۶                                               |
| هنر رمان‌نویس                                                 | امیل شارتیه (آلن)                                            | خوشه                  | ۲۰–۲۱   |        |            | ۱۹–۲۶ آذر ۱۳۴۶                                               |
| زن ناشناس                                                    | ژان فروستیه                                                  | خوشه                  |         |        | ۱۸–۲۳      | ۲۶ آذر-۳ دی ۱۳۴۶                                             |
| قربانی وظیفه                                                 | اوژن یونسکو                                                  | خوشه                  |         |        | ۳۰–۳۲      | ۱۷–۲۴ دی ۱۳۴۶                                                |
| تو نیکی می‌کن و در دجله انداز                                 | آلفونس آله                                                   | خوشه                  |         |        | ۲۳–۲۴      | ۱–۸ بهمن ۱۳۴۶                                                |
| نویسنده و سیاست                                              | کلود سیمون                                                   | انتقاد کتاب           | ۴       | ۱      | ۳–۹        | بهمن ۱۳۴۶                                                    |
| پاک‌کن‌ها                                                      | آلن روب گری یه                                               | جُنگ اصفهان            |         | ۶      | ۱۴۲–۱۵۱    | بهار ۱۳۴۷                                                    |
| همان‌طور که بوده‌ایم                                           | آرتور آداموف                                                 | جُنگ اصفهان            |         | ۷      | ۱۲۸–۱۴۴    | زمستان ۱۳۴۷                                                  |
| ادبیات چه می‌تواند بکند؟                                      | ژان ریکاردو                                                  | جُنگ اصفهان            | ۱۸۸–۱۹۵ | ۷      |            | زمستان ۱۳۴۷                                                  |
| جواب کافکا                                                   | رولان بارت                                                   | جُنگ اصفهان            | ۱۹۶–۲۰۱ | ۷      |            | زمستان ۱۳۴۷                                                  |
| دیوار چین و کتاب‌ها                                           | خورخه لوئیس بورخس                                            | جُنگ اصفهان            |         | ۸      | ۱۶۸–۱۷۰    | تابستان ۱۳۴۹                                                 |
| سرنوشت آدمی                                                  | آندره مالرو                                                  | سخن                   | ۲۱      | ۱      | ۲۱–۲۹      | تیر و مرداد ۱۳۵۰                                             |
| زمان در نظر فاکنر                                            | ژان پل سارتر                                                 | کتاب امروز            |         | ۱      | ۱۷–۲۱      | پاییز ۱۳۵۰                                                   |
| زمان در نظر فاکنر                                            | ژان پل سارتر                                                 | اعتماد                |         | ۱۱۴۲-۳ |            | ۳۱ خرداد و ۱ تیر ۱۳۸۵                                        |
| وظیفه ادبیات                                                 | سیمون دوبووار                                                | ماهنامه آموزش و پرورش | ۴۱      | ۴      | ۲۲۰–۲۲۸    | دی ۱۳۵۰                                                      |
| من می‌نویسم تا بدانم چرا می‌نویسم                              | آلن روب گری یه                                               | لوح                   | ۴       |        | ۲۴۵–۲۴۸    | زمستان ۱۳۵۰                                                  |
| من می‌نویسم تا بدانم چرا می‌نویسم                              | آلن روب گری یه                                               | کلک                   |         | ۶۶     | ۲۶۳-۲۶۴    | شهریور ۱۳۷۴                                                  |
| من می‌نویسم تا بدانم چرا می‌نویسم                              | آلن روب گری یه                                               | اعتماد                |         | ۱۱۲۴   |            | ۷ خرداد ۱۳۸۵                                                 |
| شب دراز                                                      | میشل دئون                                                    | کتاب نمونه            |         |        | ۴۸–۶۹      | بهار ۱۳۵۱                                                    |
| آیا عمر داستان به سر آمده‌است؟                                | سیمون دوبووار                                                | جُنگ اصفهان            |         | ۹      | ۱–۴        | خرداد ۱۳۵۱                                                   |
| اوت چهارده                                                   | کلود روا                                                     | مجله فرهنگ و زندگی    |         | ۱۱     | ۸۱–۸۶      | بهار ۱۳۵۲                                                    |
| کلک اتومبیل                                                  | پل ویالار                                                    | آیندگان ادبی          |         |        | ۴–۵        | ۲۳ خرداد ۱۳۵۳                                                |
| اسرار خوشبختی                                                | روژه ایکور                                                   | آیندگان ادبی          |         |        | ۴–۷        | ۲۱ شهریور ۱۳۵۳                                               |
| مرد تنها                                                     | اوژن یونسکو                                                  | آیندگان ادبی          |         |        | ۳–۴و۷      | ۲۹ شهریور ۱۳۵۳                                               |
| مسئولیت نویسنده                                              | برنار پنگو                                                   | فرهنگ و زندگی         |         | ۱۶     | ۱۵۱–۱۵۶    | پاییز ۱۳۵۳                                                   |
| دو نوع واقعیت                                                | ناتالی ساروت                                                 | فرهنگ و زندگی         | ۱۵۶–۱۵۹ | ۱۶     |            | پاییز ۱۳۵۳                                                   |
| نقشه یک واقعیت تازه                                          | گیدو پیوونه                                                  | فرهنگ و زندگی         |         | ۱۷     | ۱۶۸–۱۷۳    | زمستان ۱۳۵۳                                                  |
| چرا غریبان در زیر لوای «هر کاری جایز است» زندگی می‌کنند؟      | لئونید لئونوف                                                | فرهنگ و زندگی         | ۱۷۳–۱۷۶ | ۱۷     |            | زمستان ۱۳۵۳                                                  |
| از آموزش قراردادی تا آموزش پیشبرد جمعی                       | ادوار لیزوپ                                                  | ماهنامه آموزش و پرورش |         |        | ۳۳۳–۳۴۰    | اسفند ۱۳۵۳                                                   |
| در جستجوی زمان گمشده                                         | مارسل پروست                                                  | آیندگان ادبی          |         |        | ۴–۵        | تیر ۱۳۵۴                                                     |
| منتقد، خوانندهٔ پیشرو (نیز منتشر شده تحت عنوان «وظیفه منتقد») | برنار پنگو                                                   | فرهنگ و زندگی         |         | ۱۸     | ۱۶۶–۱۶۷    | تابستان ۱۳۵۴                                                 |
| منتقد، خوانندهٔ پیشرو (نیز منتشر شده تحت عنوان «وظیفه منتقد») | برنار پنگو                                                   | آزما                  |         | ۷۷     | ۲۸-۲۹      | اسفند و فروردین ۱۳۹۰                                         |
| بیرون‌افتاده                                                  | ساموئل بکت                                                   | مجله تماشا            | ۵       | ۲۳۲    | ۲۴–۲۶ و ۷۸ | مهر ۱۳۵۴                                                     |
| بیرون‌افتاده                                                  | ساموئل بکت                                                   | سمرقند                |         | ۶      | ۱۷-۳۲      | تابستان ۱۳۸۳                                                 |
| کرگدن                                                        | اوژن یونسکو                                                  | مجله رودکی            | ۴       | ۴۸     | ۳۰–۳۳و۳۵   | مهر ۱۳۵۴                                                     |
| داوری سلیمان                                                 | پیر میل                                                      | ماهنامه آموزش و پرورش |         | ۱۳۴    | ۱۴۲-۱۴۵    | آذر ۱۳۵۴                                                     |
| وظیفه ادبیات                                                 | دانیل گرانین، آلن روب گری یه، واسیلی آکسیانوف و ژان پل سارتر | فرهنگ و زندگی         |         | ۱۹–۲۰  | ۲۷۷–۲۹۹    | پاییز و زمستان ۱۳۵۴                                          |
| پیمان                                                        | ژول تلیه                                                     | ماهنامه آموزش و پرورش | ۴۵      | ۶      | ۳۵۹-۳۶۲    | اسفند ۱۳۵۴                                                   |
| جدایی                                                        | ژوزف کسل                                                     | ماهنامه آموزش و پرورش |         | ۱۳۵    | ۴۱۲-۴۱۵    | فروردین ۱۳۵۵                                                 |
| فردوسی و شاهنامه در لهستان                                   | ف. ماخالسکی                                                  | فردوسی و ادبیات حماسی |         |        | ۵۹–۶۱      | ۱۳۵۵                                                         |
| وظیفه ادبیات                                                 | سیمون دوبووار                                                | رودکی                 | ۶       | ۶۴–۶۵  | ۱۱–۱۵      | بهمن و اسفند ۱۳۵۵                                            |
| ادبیات و نیروهای حاکم بر جامعه                               | ژرژ سمپرن                                                    | رودکی                 | ۶       | ۶۹–۷۰  | ۶–۸        | مرداد و شهریور ۱۳۵۶                                          |
| گواه آزادی                                                   | آلبر کامو                                                    | رودکی                 | ۷       | ۷۲     | ۲–۴        | آبان ۱۳۵۶                                                    |
| ادبیات تحت تعقیب سیاست                                       | آلن روب گری یه                                               | رودکی                 | ۷       | ۷۵–۷۶  | ۸          | بهمن و اسفند ۱۳۵۶                                            |
| قطره ملی شما اقیانوس جهانی نیست                              | خوان گویتیسولو                                               | رودکی                 | ۷       | ۷۵–۷۶  | ۹–۱۰       | بهمن و اسفند ۱۳۵۶                                            |
| قطره ملی شما اقیانوس جهانی نیست                              | خوان گویتیسولو                                               | کلک                   |         | ۶۶     | ۲۷۱-۲۷۶    | شهریور ۱۳۷۴                                                  |
| قطره ملی شما اقیانوس جهانی نیست                              | خوان گویتیسولو                                               | اعتماد                |         |        | ۱۱۲۶       | ۹ خرداد ۱۳۸۵                                                 |
| ساختن اسطوره                                                 | ژان پل سارتر                                                 | فصلنامه تئاتر         |         | ۲      | ۵۸–۶۵      | زمستان ۱۳۵۶                                                  |
| مصاحبه‌ای با ژان پل سارتر                                     | کنث تانیان                                                   | رودکی                 | ۸       | ۷۸     | ۱۰–۱۵      | اردیبهشت ۱۳۵۷                                                |
| سبک بیان نمایش                                               | ژان پل سارتر                                                 | فصلنامه تئاتر         |         | ۳      | ۳۹–۵۷      | بهار ۱۳۵۷                                                    |
| کودتای ۲۸ مرداد                                              | ژراردو ویلیه                                                 | روزنامه امید ایران    |         |        |            | ۲۸ اسفند ۱۳۵۷ ۱۳ و ۲۰ و ۲۷ فروردین ۱۳۵۸ ۳ و ۱۰ اردیبهشت ۱۳۵۸ |
| تصادف و تمدن                                                 | کلود لوی استروس                                              | آشنایی با دانش        |         | ۶      | ۵۴۰–۵۴۳    | آذر ۱۳۵۸                                                     |
| طبیعت، انسانیت، تراژدی                                       | آلن روب گری یه                                               | جُنگ اصفهان            |         | ۱۱     | ۴۱–۵۱      | تابستان ۱۳۶۰                                                 |
| طبیعت، انسانیت، تراژدی                                       | آلن روب گری یه                                               | کلک                   |         | ۶۶     | ۲۵۴-۲۶۲    | شهریور ۱۳۷۴                                                  |
| واژه‌ها و آتش‌سوزی‌ها                                           | آلکساندر کوندراتوف                                           | مجله زبان‌شناسی        | ۱       | ۱      | ۱۹–۳۴      | بهار و تابستان ۱۳۶۳                                          |
| آغاز سخن: مجلس بزرگداشت غزالی در پاریس                       | احمد مختار امبو                                              | معارف                 | ۲       | ۳      | ۸۱–۸۳      | آذر-اسفند ۱۳۶۴                                               |
| فاعلِ جمع و فعلِ مفرد در زبان فارسی                            | مجتبی مینوی                                                  | نشر دانش              | ۶       | ۵      | ۳–۵        | مرداد و شهریور ۱۳۶۵                                          |
| نامزد و مرگ                                                  | ژیل پرو                                                      | مجله مفید             |         | ۶      | ۴۱–۴۵      | مهر ۱۳۶۶                                                     |
| پرنده آبشار                                                  | بلز ساندرار                                                  | مجله کتاب صبح         |         | ۹      | ۶۱–۶۴      | آذر ودی ۱۳۶۹                                                 |
| ساعت زبان‌شناسی                                               | آلکساندر کوندراتوف                                           | کیان                  |         | ۱      | ۳۲–۳۶      | ۱۳۷۰                                                         |
| آمار و زبان                                                  | آلکساندر کوندراتوف                                           | کیان                  | ۲       |        |            | ۱۳۷۰                                                         |
| سالگرد                                                       | ژیل پرو                                                      | مجله بهترین‌ها         |         | ۱      | ۳۹–۴۹      | شهریور ۱۳۷۰                                                  |
| وعده‌گاه شیر بلفور                                            | ژیل پرو                                                      | فصلنامه زنده رود      | ۱       | ۱      | ۱۲۹–۱۵۴    | پاییز ۱۳۷۱                                                   |
| دیوار شکاف                                                   | مارسل امه                                                    | مجله شباب             | ۳       | ۱۹و۲۰  | ۳۱–۳۵      | فروردین ۱۳۷۵                                                 |
| در مسیر یک تحول                                              | آنتوان دو سنت اگزوپری                                        | سلام بچه‌ها            |         | ۱۷۰    | ۵۰-۵۱      | اردیبهشت ۱۳۸۳                                                |
| چگونه وانگ‌فو رهایی یافت                                      | مارگریت یورسنار                                              | آزما                  |         | ۳۳     | ۴۴-۴۷      | مهر ۱۳۸۳                                                     |
| بازار برده‌فروشان                                             | ژرژ الیویه شاتورنو                                           | آزما                  |         | ۳۵     | ۴۲-۴۳      | فروردین ۱۳۸۴                                                 |
| رؤیای مکزیکی                                                 | لوکلزیو                                                      | نگاه نو               |         | ۶۷     | ۱۷–۲۵      | آبان ۱۳۸۴                                                    |
| از ضدخاطرات                                                  | آندره مالرو                                                  | بخارا                 |         | ۵۰     | ۶۷-۷۴      | فروردین و اردیبهشت ۱۳۸۵                                      |
| اسطوره و واقعیت در تئاتر                                     | ژان پل سارتر                                                 | مجله شهروند امروز     | ۳       | ۴۹     | ۱۱۸–۱۲۲    | خرداد ۱۳۸۷                                                   |
| فرماندار در گلزار                                            | آلفونس دوده                                                  | اعتماد                |         | ۱۸۷۰   | ۳          | دی ۱۳۸۷                                                      |
| مردی در تکاپو                                                | ژان پل سارتر                                                 | نگاه نو               |         | ۸۶     | ۹۰-۹۱      | ۱۵ آبان ۱۳۸۹                                                 |

## گفتگوها
| عنوان                                                                    | نشریه/کتاب            | شماره | صفحه    | تاریخ               | ناشر                                                                   |
| ------------------------------------------------------------------------ | --------------------- | ----- | ------- | ------------------- | ---------------------------------------------------------------------- |
| محمد قاضی و دن کیشوت                                                     | کتاب امروز            | ۱     | ۳-۱۲    | ۱۳۵۰                | چاپ دیگر با نام «قاضی و دن کیشوت» در فصلنامهٔ مترجم، بهار ۱۳۷۲، شماره ۹ |
| گفتگو در پیرامون: داستان و داستان‌نویسی، وظیفه داستان‌نویس . . . آینده . . | کتاب چراغ             | ۴     | ۵۸-۹۴   | ۱۳۶۱                |                                                                        |
| ‌گفتگو درباره مجله‌های علمی                                                | نشر دانش              | ۳۰    | ۲-۱۵    | مهر و آبان ۱۳۶۴     | مرکز نشر دانشگاهی                                                      |
| ‌نکته‌هایی از حرف‌های چاپ‌نشده‌ی هوشنگ گلشیری درباره‌ی شازده احتجاب            | همراه با شازده احتجاب |       | ۳۱-۵۲   | پاییز ۱۳۶۶          | نشر دیگر                                                               |
| وظیفهٔ ویراستار برقراری تفاهم است                                         | بخارا                 | ۲۰    | ۲۲۹-۲۴۴ | مهر ۱۳۸۰            |                                                                        |
| مصاحبه با ابوالحسن نجفی                                                  | جشن‌نامه ابوالحسن نجفی |       | ۲۱۰-۱۹  | ۱۳۹۰                | نیلوفر                                                                 |
| از دیروز با سرو فروتن زاینده‌رود                                          | آزما                  | ۹۱    | ۳۰-۳۵   | مهر ۱۳۹۱            |                                                                        |
| ‌حدیثی مجمل از حکایتی مفصل: یعنی جوان‌ها جوانی نمی‌کنند؟!                   | آزما                  | ۱۰۰   | ۱۵-۲۱   | دی و بهمن ۱۳۹۲      |                                                                        |
| زبان ادبی، زبان چندلایه است                                              | آزما                  | ۱۰۴   | ۳۴-۳۵   | مرداد و شهریور ۱۳۹۳ |                                                                        |
| ؟                                                                        | اطّلاعات               | ۲۶۴۵۸ |         | ۱۹ خرداد ۱۳۹۵       |                                                                        |

## ویرایش و سردبیری
| کتاب/نشریه               | مولف/سردبیر            | مترجم        | تاریخ     | ناشر            | توضیحات                                                        |
| ------------------------ | ---------------------- | ------------ | --------- | --------------- | -------------------------------------------------------------- |
| فیل در تاریکی            | قاسم هاشمی‌نژاد         |              | ۱۳۵۸      | کتاب زمان، هرمس |                                                                |
| در جستجوی زمان ازدست‌رفته | مارسل پروست            | مهدی سحابی   | ۱۳۷۱      | مرکز            |                                                                |
| فرهنگ آثار               | رضا سیدحسینی (زیر نظر) | گروه مترجمان | ۱۳۷۸      | سروش            | نجفی ویرایش و ترجمهٔ بعضی مقالات این دانشنامه را انجام داده است |
| ‌ادبیات تطبیقی            | ابوالحسن نجفی          |              | ۱۳۸۹-۱۳۹۰ | فرهنگستان       |                                                                |